# Ривз, Бен
Бенжамин Нил Ривз (англ. Benjamin Neil Reeves; 19 ноября 1991, Вервуд, Великобритания) — североирландский футболист, полузащитник клуба «Милтон-Кинс Донс».

## Клубная карьера
Ривз — воспитанник клуба «Саутгемптон». 21 сентября 2011 года в матче Кубка лиги против «Престон Норт Энд» он дебютировал за «святых». 2 января 2012 года в поединке против «Брайтон энд Хоув Альбион» Бен дебютировал в Чемпионшипе, заменив во втором тайме Адама Лаллана. В начале 2012 года Ривз для получения игровой практики на правах аренды перешёл в «Дагенем энд Редбридж». 25 февраля в поединке против «Плимут Аргайл» он дебютировал за новую команду. По окончании месяца Бен вернулся из аренды. 28 августа в матче Кубка лиги против «Стивениджа» он забил свой первый гол за «Саутгемптон». По итогам сезона клуб вышел в элиту. 29 сентября в поединке против «Эвертона» Бен дебютировал в английской Премьер-лиге.
В начале 2013 года Ривз на правах аренды перешёл в «Саутенд Юнайтед». 2 февраля в матче против «Оксфорд Юнайтед» он дебютировал за новую команду. 12 февраля в поединке против «Челтнем Таун» Бен забил свой первый гол за «Саутенд Юнайтед». В марте руководство клуба продлило аренду Ривза до лета.
Летом Бен перешёл в «Милтон-Кинс Донс» на правах свободного агента. 10 августа в матче против «Кру Александра» он дебютировал за новую команду. 19 октября в поединке против «Ротерем Юнайтед» Ривз забил свой первый гол за «МК Донс». По итогам сезона 2014/2015 он помог команде выйти в Чемпионшип.

## Международная карьера
14 октября 2014 года в отборочном матче чемпионата Европы против сборной Греции Ривз дебютировал за сборную Северной Ирландии.